# Хамма
Хамма (нем. Hammah) — община в Германии, в земле Нижняя Саксония.
Входит в состав района Штаде. Подчиняется управлению Химмельпфортен. Население составляет 2874 человека (на 31 декабря 2010 года). Занимает площадь 29,29 км².